# ایولا (تگزاس)
ایولا، تگزاس(به انگلیسی: Eola, Texas) شهری در ایالت تگزاس از ایالات جنوبی ایالات متحده آمریکا است.